# Antheraea godmani
Antheraea godmani là một loài bướm đêm thuộc họ Saturniidae. Loài này có ở México to Colombia.

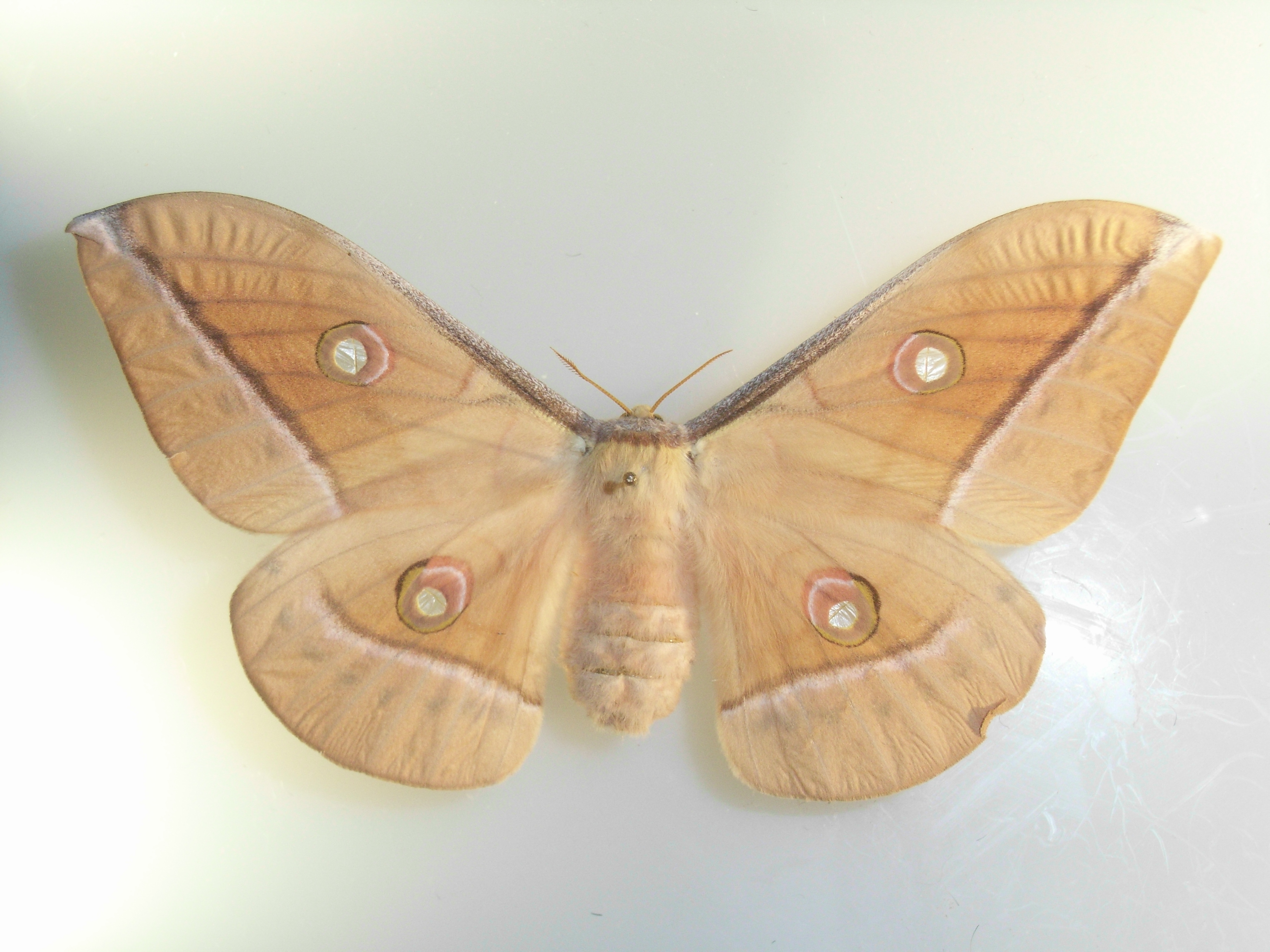